# Lanthanomelissa betinae
Lanthanomelissa betinae là một loài Hymenoptera trong họ Apidae. Loài này được Urban mô tả khoa học năm 1996.